# Santaloides bamangense
Santaloides bamangense là một loài thực vật có hoa trong họ Connaraceae. Loài này được (De Wild.) G. Schellenb. miêu tả khoa học đầu tiên năm 1919.